# Перехід /е/ в /о/ в східнослов'янських мовах
Перехід /е/ в /о/ (іноді «йокання», рос. ёканье) — фонетична зміна, що сталася на пізній стадії розвитку давньоруської мови (східнослов'янських діалектів XII—XV ст.ст.).

## Опис і хронологія
У давньоруській мові в останні століття її існування відбувалася лабіалізація голосного переднього ряду /е/ в голосний заднього ряду /о/ перед твердими приголосними. Це стало можливим тільки після того, як тенденція до внутрішньоскладового сингармонізму (закон відкритого складу), що збереглася з праслов'янських часів, ослабла.
Перехід, ймовірно, відбувався в два етапи: на першому змін зазнав тільки голосний після первісно м'яких приголосних — сонорних (/р'/, /л'/, /н'/, /ј'/), шиплячих (/ж'/, /ш'/, /дж'/, /ч'/) і /ц'/ — а на другому (після вторинного пом'якшення приголосних) попередній приголосний не мав значення.

## Особливості переходу й хронологія в різних мовах
Сліди переходу існують у всіх східнослов'янських мовах, проте вони розрізняються залежно від мови.

### Білоруська мова
Як і в російській мові, в білоруській збереглися результати тільки для наголошеного голосного, а ненаголошений /о/, що виник після першого етапу переходу, закономірно змінився в /а/: д.-рус. четыри > *чотыри > біл. чатыры. Білоруській також властивий перехід у позиції кінця слова.
Перехід в білоруській мові завершився раніше за ствердіння шиплячих, /ц'/ і /р'/, про що свідчать такі форми, як біл. трох (< д.-рус. трехъ з /о/ після стверділого /р/, маладзец (< д.-рус. молодьць) і адзежа (< д.-рус. одѣжа/одежа) з /е/ перед стверділими /ц/ і /ж/.

### Давньоновгородський діалект
Згідно з даними берестяних грамот, перехід в новгородській діалектній зоні починається не пізніше XII ст. і триває принаймні до XV ст.
У говірках з раннім змішанням /ь/ і /е/ спостерігається також і ранній перехід /ь/ > /о/: гривоно, гривонъ (< гривьнъ); людомъ (< людьмъ). Ранній перехід трапляється і після стверділого /р/ (в якому злилися праслов'янські *ŕ, *r): беросто, церосъ (відповідає південному чересъ). Як і в діалекті Північно-Східної Русі, є приклади переходу в прикінцевих позиціях, але немає прикладів для переходу перед шиплячими, окрім того, навіть у пізню фазу перехід відбувався і в ненаголошених позиціях.

### Російська мова
У російській мові під час другого етапу переходу обов'язковою умовою була наголошена позиція /е/: д.-рус. медъ, полетъ, живемь > рос. мёд, полёт, живём. Утворене після першого етапу /о/ в ненаголошеному положенні перейшло назад в /е/: черни́ть (але чёрный), пчела́ (але род. відм. множ. пчёл). Перехід міг відбуватися в абсолютному кінці слова: д.-рус. моѥ, житьѥ > рос. моё, житьё. Унікальним для російської мови є перехід /е/ > /о/ перед шиплячими (застёжка, даёшь).
За відносною хронологією, перехід /е/ в /о/ в російській мові завершився після чи під час ствердіння шиплячих, але до ствердіння /ц'/.
У північноросійських діалектах перехід відбувся і в ненаголошеній позиції (йокання).

### Українська мова
В українській мові найповніше збереглись рефлекси первої ступіні переходу: д.-рус. ѥму, бъчела, четыри, сему > укр. йому, бджола, чотири, цьому. Після вторинно помякшених приголосних /о/ (< /е/, /ь/) нерегулярно зустрічаємо: льон, але орел.
Перехід /е/ в /о/ в українській мові перебігав одночасно з переходом /е/, /о/ > /і/ в новозакритих складах (ікавізмом) і завершився раніше від ствердіння шиплячих.

## Графіка
Оскільки в ранніх слов'янських мовах /о/ не міг йти після м'яких приголосних, початковий варіант кирилиці не містив символа «йотованого о» (на відміну від йотованих а, у, е, ѧ, ѫ). З цієї причини східні слов'яни мусили вдаватися до сурогатних написань, найчастіше використовуючи е (у силу письмової традиції) і о (без додаткового позначення м'якості).
Після XVII століття в Росії використовувалося буквосполучення іо (їо), а в 1783 році був впроваджений знак ё, який і донині існує в російській і білоруській абетках. В українській замість нього використовується буквосполучення ьо або йо.

## Паралельні явища в інших слов'янських мовах
- У польській, словінцькій, кашубській і вимерлій полабській мовах зміна /e/ > /o/ перед твердими передньоязиковими приголосними (/d/, /t/, /z/, /s/, /n/, /r/, /ł/) у IX—X століттях відбувалася як частина загальнішого фонетичного процесу, званого лехітською переголосовкою. У результаті в польській мові виникли такі чергування, як wieźć («везти») — wiozł («він віз»)[4].

## Інші причини появи /o/ в цій позиції
Звук /о/ після м'яких чи стверділих приголосних міг траплятися і в інших позиціях:
Білоруська мова
- після появи протетичного звука [j] на початку слова: д.-рус. онъ > біл. ён.

Російська мова
- у запозиченнях (в першу чергу германізмах, галліцизмах, англіцизмах): фр. acteur > рос. актёр; тур. döner > нім. Döner > рос. дёнер; нім. Jot > рос. йот; англ. shorts > рос. шорты.
- як результат аналогії:
  - з іншими формами дієслів (друга особа, множ. берёте як третя особа, одн. берёт) або іменників (прийм. відм. (в) полёте як наз. відм. полёт).
  - чи одних запозичень з іншими: нім. Wachter > рос. вахтёр (а не *ва́хтер) як актёр (< фр. acteur).
- /о/ < /ѣ/ в окремих випадках в результаті пізнішого змішання /е/ з /ѣ/ у деяких діалектах російської мови: д.-рус. звѣзды > рос. звёзды.

Українська мова
- внаслідок впливу російських когнатів: укр. підйом (замість етимологічно належного *під'їм) — під впливом рос. подъём.